# Blongko
Blongko is een bestuurslaag in het regentschap Nganjuk van de provincie Oost-Java, Indonesië. Blongko telt 4215 inwoners (volkstelling 2010).